# Stěnava
Stěnava (polsky Ścinawka, německy Steine, Stynau, Steinwasser nebo Steinau) je řeka, která protéká Broumovským výběžkem v severovýchodních Čechách a Kladskou kotlinou v Polsku (Dolnoslezské vojvodství). Celková délka řeky činí 64,3 km, z toho na území ČR 21 km. Plocha povodí měří 594 km², z toho na území ČR 233,5 km².

## Průběh toku
Pramení na polském území v nadmořské výšce 718 m na jihozápadních svazích hory Borowa (jinak též Czarna Góra) v pohoří Góry Wałbrzyskie, asi 5 km jižně od Valbřichu. Zprvu plyne západním směrem přes Unisław Śląski, odkud tok až na české hranice sleduje železniční trať Valbřich - Meziměstí, v jižním směru protéká městem Mieroszów, za nímž se definitivně stáčí k jihovýchodu. Hranice ČR Stěnava překračuje u Starostína, protéká Meziměstím a Broumovem a české území opouští u Otovic. Dále pokračuje skrze obce Tłumaczów, Ścinawka Górna, Ścinawka Średnia a Ścinawka Dolna a vlévá se zleva do Kladské Nisy u Ścinawice, zhruba 4 km severně od Kladska, v nadmořské výšce 280 m.

### Větší přítoky
Seznam přítoků, L=přítok zleva, P=přítok zprava. Uvedeny jen pojmenované významnější toky. Uvedeno také přibližně místo ústí, podle nejbližší obce.
- Sokolowiec (L)
- Starostínský potok (L) – Starostín
- Dobrohošťský potok (L) – Meziměstí
- Vernéřovický potok (P) – Meziměstí
- Ruprechtický potok (L) – Ruprechtice
- Uhlířský potok (L) – Hynčice
- Heřmánkovický potok (L) – Heřmánkovice
- Kravský potok (L) – Olivětín
- Svinský potok (L) – Olivětín
- Liščí potok (P) – Hejtmánkovice
- Křinický potok (P) – Křinice
- Martínkovický potok (P) – Martínkovice
- Černý potok (L) – Otovice
- Božanovský potok (P) – Otovice
- Šonovský potok (L) – Tłumaczów
- Włodzica (L) – Ścinawka Górna
- Piekło (P) – Ścinawka Górna
- Szczyp (L)
- Dzik (L)
- Bożkowski Potok (L)
- Czerwionek (L)
- Pośna (P)
- Roszycki Spław (P)

## Vodní režim
Průměrný průtok Stěnavy při odtoku z území České republiky v profilu Otovice činí 2,30 m³/s.
Hlásné profily:
| místo     | říční km | plocha povodí | průměrný průtok | stoletá voda |
| --------- | -------- | ------------- | --------------- | ------------ |
| Meziměstí | 46,57    | 65,06 km²     | 0,81 m³/s       | 85,0 m³/s    |
| Otovice   | 27,65    | 213,91 km²    | 2,30 m³/s       | 155,0 m³/s   |

## Mlýny
- Umlaufův mlýn – Otovice, kulturní památka